# Elecciones generales de Bolivia de 1873
Las Elecciones generales de Bolivia de 1873 se llevaron a cabo en todo el país el viernes 7 de marzo de 1873 con el objetivo de elegir al futuro Presidente de Bolivia para el periodo constitucional 1873-1877.  Alrededor 16 674 personas acudieron a las urnas para depositar su voto con el sistema electoral de "Voto Calificado", pero sin embargo, los resultados finales demostraron que ninguno de los cuatro candidatos presidenciales logró obtener la mayoría absoluta (más del 50 %), por lo que el congreso boliviano tuvo que elegir entre los dos primeros puestos, tal como  mandaba la constitución política del estado de ese entonces, para un caso como este.
Al principio, el congreso invitó a Tomás Frías a seguir permaneciendo en la presidencia del país, pero Frías se había caracterizado durante toda su vida por ser un férreo defensor de la constitución y las leyes (algo raro e inusual en los hombres bolivianos de aquella época) y rechazó respetuosamente la oferta que le hizo el congreso. En consecuencia, se dio entonces inicio a las votaciones y Adolfo Ballivián logró obtener el apoyo de 41 votos congresales mientras que Casimiro Corral solamente obtuvo 19 votos a su favor, proclamándose de esta manera a Ballivián como el ganador de los comicios y declarándolo presidente electo democráticamente, mediante la Ley del 7 de mayo de 1873, asumiendo la presidencia dos días después el 9 de mayo.
Pero lamentablemente, Adolfo Ballivián solo pudo estar en el poder por un corto periodo tiempo de ocho meses (alcanzado a cumplir apenas un 17 % de su periodo constitucional), pues aquejado por una terrible enfermedad (cáncer de estómago), Ballivián decidió renunciar a la 
Presidencia de Bolivia el 31 de enero de 1874 retirándose a la vida privada donde falleció dos semanas después en la localidad de Nucchu en el Departamento de Chuquisaca el 14 de febrero de 1874.

## Antecedente
El antecedente para llevar a cabo estas elecciones se debió principalmente al inesperado y trágico asesinato del presidente Agustín Morales Hernández. Para no dejar un vacío de poder en el país, la entonces asamblea Nacional se reunió y decidió otorgar la Presidencia de Bolivia de manera interina al potosino Tomás Frías Ametller quien apenas asumido en el cargo, convocó inmediatamente a elecciones el 29 de noviembre de 1872 mediante decreto supremo.
Las elecciones estaban previstas a realizarse el día viernes 7 de marzo de 1873 y el conteo de votos sería una semana después el 14 de marzo. Cabe mencionar que el escrutinio de votos estaría sujeto a la ley electoral del 21 de octubre de 1871

## Candidatos
Se presentaron cuatro candidatos para participar en las elecciones de 1873, entre ellos se encontraba Adolfo Ballivián, Casimiro Corral, Quintín Quevedo y José Manuel Rendón. Impulsado por sus seguidores y partidarios, desde su residencia en Londres, el músico y político de 42 años de edad Adolfo Ballivián Coll (1831) hizo conocer a todo el país su candidatura a la Presidencia de Bolivia. Se presentó también el ministro de relaciones exteriores y gobierno de 43 años de edad Casimiro Corral (1830), quien había renunciado a su alto cargo ministerial el 27 de enero de 1873 para poder postular en estas elecciones.
El otro candidato fue el general de 50 años Quintín Quevedo (1823), militar que había defendido hasta lo último al gobierno de Mariano Melgarejo en 1871. Y finalmente se presentó el general de 47 años José Manuel Rendón (1826) aunque sin muchas posibilidades de ganar.

## Campaña electoral
La campaña electoral de 1873 había comenzado cuando Ballivián, estando todavía residiendo en la ciudad de Londres en Inglaterra, envía una carta a Bolivia de manera abierta a la opinión pública y dirigida a sus partidarios, en donde en dicha misiva señala y hace conocer a todo el país sus claras intenciones de participar en las elecciones. Al ser ya de conocimiento general la candidatura de Ballivián, el todavía ministro Casimiro Corral decide renunciar a su cargo el 27 de enero de 1873 y declara también sus intenciones de participar en los comicios en representación del partido civilista.
En su carta, Ballivián manifestaba el objetivo por el cual había presentado su candidatura y era lo siguiente:   

"Mi principal propósito es iniciar una política liberal que no busque para su estabilidad, mejor fundamento que el de la
opinión pública y que para alcanzarlo, se proponga en la práctica hacer gobiernos justos y sobre todo honrados"
Adolfo Ballivián Coll, (Londres, Inglaterra; enero de 1873).

Según el historiador Alcides Arguedas, la candidatura de Ballivián era en su mayoría apoyada por la clase culta y letrada del país, en cambio la candidatura más resistida por la población fue la de Casimiro Corral, pues esto debido al terrible recuerdo de la dictadura despótica de Mariano Melgarejo que aún estaba muy presente en la mente de la población boliviana de aquella época, motivo por el cual le increparon a Corral haciéndole recuerdo su alianza que había realizado con Melgarejo durante sus primeros años de su gobierno en 1864 y 1865.

## Resultados
Los resultados demostraron que ningún candidato había logrado obtener la mayoría por lo que la Asamblea Nacional (compuesta por 60 diputados) fue la encargada de decidir el 6 de mayo de 1873 quien sería el futuro presidente. Al principio, el congreso decidió realizar una votación entre los 3 candidatos que más votos obtuvieron y de esa manera se procedió a elegir; Ballivián logró 31 votos, Corral obtuvo 20 votos y finalmente Quevedo consiguió 7 votos y otros 2 votos fueron nulos. Nuevamente la Asamblea Nacional procedió a realizar una segunda ronda de votación entre los dos primeros y esta vez Ballivián obtuvo 41 votos frente a Corral que solamente obtuvo 19 votos.
De esa manera la Asamblea proclamó presidente constitucional a Adolfo Ballivián